# Kosmonosy
Kosmonosy − miasto w Czechach, w kraju środkowoczeskim. Według danych z 31 grudnia 2003 powierzchnia miasta wynosiła 1 140 ha, a liczba jego mieszkańców 4 904 osób.
Prawa miejskie 25 czerwca 1913. W latach 1947–1954 i 1974–1989 miejscowość była przyłączona do Mladá Boleslav, od 1990 ponownie samodzielne miasto.

## Demografia
| Rok             | 1970  | 1980  | 1991  | 2001  | 2003  |
| --------------- | ----- | ----- | ----- | ----- | ----- |
| Liczba ludności | 3 224 | 3 768 | 3 557 | 3 885 | 3 822 |

Źródło: Czeski Urząd Statystyczny

## Współpraca
- Seeheim-Jugenheim, Niemcy[3]